# フレッシュハーツ
株式会社フレッシュハーツ（Fresh Hearts）は、東京・南青山にある映像企画・制作プロダクション。

## 沿革
- キャスティング・イベント企画制作業務として営業開始
- 1997年には映画監督・香月秀之が役員として加わり、映像企画制作業務を開始
- 2001年吉本興業と朝日放送（現：朝日放送テレビ）が創設した、Ｍ-1グランプリの初代受賞者中川家で、特別協賛のオートバックスセブンのＣＭ制作を受諾
- 2002年～2008年 旧ライブドア社長堀江貴文と、当時ブロードバンドタワー社長大和田廣樹と共に、日本初のネットシネマ（ヤフー、ライブドア等でオリジナルドラマを無料配信）を、立上げより企画開発、制作会社として参画
- その後、BS-TBS、WOWOW、BSジャパンなどBSデジタル放送やTBS、テレビ東京、テレビ朝日など、企画制作会社として参画
- 2013年4月～2014年3月 茨城県庁より、『いばキラTV』運営事業の受託、数多くの番組を立ち上げる
- 2014年～現在、映画「クロスロード」から、配給の仕事も始める
- 2016年7月～現在、ネットシネマ・ゴールデンエッグの企画制作統括として参画

## 概要
熊本県の眼鏡専門店「ヨネザワ」の一部出資を受け、「ドゥ・ヨネザワ企業グループ」の一員となっている。
- 本社所在地：東京都港区南青山4-8-12ANNEX1・4・5階
- 櫻井一葉:代表取締役社長
- 米澤義一:取締役会長
- 米澤誠:取締役
- 香月秀之:取締役
- 菅沼公明：取締役
- 安久慎一：執行役員
- 高橋信之：執行役員
- 服部久雄：監査役

## 作品

### 劇場公開映画
- 2000年 「9-NINE/ナイン」
- 2001年 「BACK STAGE/バックステージ」
- 2003年～2007年 「デコトラの鷲 1～5」
- 2007年 「yoriko-寄子-」モナコ国際映画祭2007　原作賞・脚本賞
- 2009年 「サムライプリンセス 外道姫」
- 2011年 「惨劇館-ブラインド-」
- 2011年 「富夫」
- 2011年 「エコエコアザラク -黒井ミサ・ファーストエピソード-」
- 2012年 「明日に架ける愛」日中友好40周年記念作品　第24回東京国際映画祭特別上映作品
- 2013年 「女子カメラ」
- 2013年 「テコンドー魂〜Rebirth〜」
- 2013年 「極道の妻たち NEO」
- 2014年 「クロスロード (2015年の映画)」青年海外協力隊50周年記念作品
- 2020年 「癒しのこころみ～自分を好きになる方法～」
- 2021年 「新デコトラの鷲」
- 2021年 「お終活 熟春!人生、百年時代の過ごし方」
- 2023年 「お終活 再春!人生ラプソディ」

### テレビドラマ
- 2006年 WOWOW 「ドラゴンフライ」
- 2007年 BS-TBS「うさぎがもちつき」(全13話)
- 2007年 WOWOW 「パーフェクト・パートナー」(全3話)
- 2007年 WOWOW 「江原啓之への質問状 〜永遠の記憶〜」
- 2007年 BS-TBS「うさぎたちのもちつき」(全12話)
- 2008年 BS-TBS「精霊少女隊」(全12話)
- 2008年 TBS「ナイトマーケット」 監督：市野龍一 出演：八神蓮
- 2008年 BS-TBS「天使急便～Reboot～」(全6話)
- 2008年 TBS 「ママの神様」(全40話)
- 2009年 WOWOWミッドナイト☆ドラマ「借王〜銭の達人〜」」(全8話)
- 2010年 WOWOWミッドナイト☆ドラマ「借王〜運命の報酬〜」(全8話)
- 2012年 WOWOW連続ドラマW 「マグマ」(全5話)
- 2013年 水曜ミステリー9「作家探偵・山村美紗3」
- 2014年 水曜ミステリー9「借王-シャッキング-」
- 2015年 水曜ミステリー9「逆転弁護士ヤブハラ 証言拒否」
- 2016年 水曜ミステリー9「逆転弁護士ヤブハラ京都17年前の真実」
- 2017年 土曜ワイド劇場「深層捜査」
- 2018年 日曜ワイド「深層捜査2」
- 2019年 日曜プライム「深層捜査スペシャル」

### DVDシネマ
- 古潤茶シリーズ（2011年、監督：古賀新一・伊藤潤二・御茶漬海苔 ホラーコミック界の3人の巨匠が贈る最恐のプロジェクト）

### ネットシネマ
- 2002年 「チャンスの神様」監督：香月秀之／吉岡美穂
- 2002年 「来訪者」 監督：及川中／木内晶子
- 2003年 「プチ美人の悲劇」原作：室井佑月／監督：香月秀之
- 2003年 「電話の恋人」監督：矢崎充彦／有坂来瞳・中村麻美
- 2003年 「スタジアムで会いましょう」 監督：及川中／遠藤久美子・甲本雅裕
- 2003年 「うさぎのもちつき」山下澄人 / 監督：市野龍一／葛山信吾・大谷允保
- 2003年 「NO NAME」 監督：及川中／若槻千夏
- 2004年 「プチ美人とお金」 原作：室井佑月／監督：香月秀之
- 2004年 「うさぎのもちつき2」 山下澄人 / 監督：市野龍一／葛山信吾・大谷允保
- 2004年 「ベストフレンド」 監督：鶴見昴介／熊田曜子・杉浦太陽
- 2004年 「天使急便」
- 2004年 「Dreamers High!」 監督：永岡久明／矢沢心・中村麻美・渡瀬美遊
- 2004年 「愛してナイト」
- 2004年 「SCRAMBLE」 監督：土持幸三
- 2004年 「Cook Me Softly」 監督：倉持健一／松田一沙
- 2005年 「負け犬結婚相談所」 監督：市野龍一／松田一沙・六角精児
- 2005年 「Go出産!～ご懐妊篇～」監督：矢崎充彦／川村ひかる
- 2005年 「ON THE ROCK」 監督：山下澄人／モト冬樹・竹財輝之介・山崎真実
- 2005年 「マネー・ドロー」監督：香月秀之／石野敦士・安倍麻美
- 2005年 「怖来 fu‐rai」 監督：藤井秀剛／忍成修吾
- 2005年 「恐怖依存症」監督：藤井秀剛／窪塚俊介

### 携帯コンテンツ・ドラマ
- Flower Shop Diary（2009年）企画／エイベックス・エンタテインメント 著作／ユニバーサル・ミュージック
- ナイトマーケット（2009年）

### TVCM
- コスモ石油
- クレハ
- オートバックス
- リーブ21
- 学研
- 哀川翔プロデュースフレームブランド『翔』
- マミエール
- オリヒロ
- THE KISS

### 地方CM
- 西日本鉄道
- 静鉄不動産
- 三交不動産
- 熊本ホテルキャッスル
- 松原興産
- 岡崎産業

### Web CM
- 毎日.jp（毎日新聞）
- NTT神奈川
- Bフレッツ
- kiu(ワールドパーティー)
- モリンガハイボール（アイテル）
- オカモト株式会社
- サンマリエ／Eトレード証券

### PV
- ＮＥＣ＜2019年＞
- コスモ石油 ＜2004年～2019年＞
- タマホーム ＜2015年～2019年＞
- LIXIL ＜2014年～2019年＞
- ニトリ ＜2009年～2019年＞
- ジクシス ＜2015年～2019年＞
- 西日本鉄道×三菱地所レジデンス ＜2017年～2018年＞
- 静鉄不動産 ＜2017年～2018年＞
- THE KISS ＜2001年～2017年＞
- エコス ＜2007年～2015年＞
- 学研
- クレハ
- 住友不動産
- 大和ハウス工業
- 伊藤忠エネクス
- コスモ石油ガス
- クリクラ
- RICOH
- 青山テルマ「二人の約束の日」モバドラ・Music Clip ver.
- Hilcrhyme「春夏秋冬」モバドラ・Music Clip ver.
- ET-KING「巡り会いの中で」モバドラ・Music Clip ver.
- mihimaruGT「アン♥ロック」ミュージッククリップ
- JAY'ED「CRY FOR YOU」ミュージッククリップ（制作協力）
- 哀川翔プロデュースフレームブランド『翔』
- UR都市機構
- ふしぎ星の☆ふたご姫

### ドキュメンタリー
- ニトリ 200店舗達成記念
- エコス 50周年記念
- ライフコーポレーション 45周年記念
- ヨネザワ 「ゼウスの魂」
- コスモ石油 「地球のために出来ること」
- コスモ石油ガス～明日に架ける絆～
- マルヰガス東京「60年の歩み」
- コスモエネルギーホールディングス「ビークルビジョン2018」